# Kościół Świętego Krzyża w Swindon
Kościół Świętego Krzyża (ang. Holy Rood Church) – rzymskokatolicka świątynia znajdująca się w angielskim mieście Swindon, na terenie diecezji Clifton.

## Historia
W 1848 w Swindon mieszkało 6 rodzin katolickich, które uczęszczały do kościoła w Horcott (obecnie część Fairfordu). Na ich potrzeby raz w miesiącu odprawiano mszę w budynku Greyhound Inn przy Westcott Place. W 1851 otwarto kaplicę między Regent Street i Sanford Street, a siedem lat później zamieszkał tu ksiądz. W 1878 roku otwarto szkołę rzymskokatolicką. W 1882 zamknięto kaplicę przy Regent Street, od tej pory msze odprawiano w dawnej kaplicy nonkonformistów przy Regent Circus.
Kamień węgielny pod budowę kościoła parafialnego przy Groundwell Road wmurowano 3 maja 1904. Projekt sporządził Edward Doran Webb, prace budowlane ukończono w następnym roku. Do 1953 była to jedyna świątynia rzymskokatolicka w mieście. Od 1949 w kościele odprawiano nabożeństwa w języku polskim, a od 1951 – w języku włoskim. Od 1965 wspólnota polskojęzyczna korzysta z budynku Polish Centre przy Whitbourne Avenue.
W latach 1969–1971 na miejscu starego korpusu nawowego wzniesiono nową, modernistyczną przestrzeń kościoła.

## Architektura i wyposażenie
Z pierwotnego, neogotyckiego kościoła, zachowano prezbiterium, transept i zakrystię. Nad skrzyżowaniem naw ustawiona jest wieża. Ostrołukowe okna ozdobione są maswerkami. Do północno-wschodniego narożnika wieży dobudowana jest mniejsza wieżyczka mieszcząca schody. Transept, zakrystia i prezbiterium przykryte są stromymi dachami dwuspadowymi, a wieża – niewysokim dachem namiotowym ukrytym za attyką. Wnętrze zdobi kamienno-marmurowy ołtarz główny, przeniesiony z klasztoru św. Katarzyny w Clifton, ze scenami Ukrzyżowania Pańskiego, Narodzenia i Koronacji Najświętszej Maryi Panny. Drugi ołtarz, poświęcony Maryi, również wykonany z kamienia i marmuru, zdobi zeźba Matki Bożej oraz sceny Zwiastowania, złożenia do grobu oraz niewiernego Tomasza. Na styku starej i nowej części świątyni ustawiono ambonę pochodzącą z archikatedry św. Dawida w Cardiff.
Współczesna część kościoła ma kształt prostokąta ze ściętymi narożnikami, ustawiona jest prostopadle względem dawnego korpusu nawowego. Organy z roku 1930 zostały przebudowane w 1971, ustawiono je na emporze znajdującej się na przedłużeniu osi starego kościoła. Witraże, autorstwa Charlesa Norrisa, wykonano techniką dalle de verre.